# Kim Joo-ryoung
Kim Joo-ryoung (en hangul, 김주령; nacida el 10 de septiembre de 1976) es una actriz surcoreana.

## Filmografía

### Películas
| Año  | Título                                  | Rol                                       | Notas              | Ref.   |
| ---- | --------------------------------------- | ----------------------------------------- | ------------------ | ------ |
| 2000 | Plum Blossom                            | Werther                                   |                    | [ 2 ]  |
| 2001 | Sorum                                   | Madre de Yong Hyun                        |                    | [ 2 ]  |
| 2003 | Memories of Murder                      | Enfermera                                 |                    | [ 3 ]  |
| 2005 | You Are My Sunshine                     | Periodista                                |                    | [ 4 ]  |
| 2005 | Mr. Housewife                           | Escritora Kim                             |                    | [ 2 ]  |
| 2006 | One Shining Day                         |                                           |                    | [ 5 ]  |
| 2006 | Four Horror Tales: Roommate             | Profesora No.2                            |                    | [ 4 ]  |
| 2006 | No Mercy for the Rude                   | Mujer jorobada                            |                    | [ 3 ]  |
| 2007 | Paradise Murdered                       | Fantasma                                  |                    | [ 3 ]  |
| 2007 | Texture of Skin                         | Jae Hee                                   |                    | [ 6 ]  |
| 2008 | My Dear Enemy                           | Madre de So Yeon                          |                    | [ 7 ]  |
| 2009 | Handphone                               | Eum Sung                                  |                    | [ 7 ]  |
| 2009 | I'm in Trouble                          | Soon Ae                                   |                    | [ 8 ]  |
| 2011 | Re-encounter                            | Hwa Young                                 |                    | [ 7 ]  |
| 2011 | Silenced                                | Yoon Ja-ae                                |                    | [ 7 ]  |
| 2013 | Sleepless Night                         | Joo Hee                                   |                    | [ 9 ]  |
| 2017 | Bluebeard                               | Mi Sook                                   |                    | [ 10 ] |
| 2017 | The Mayor                               | Portavoz para la campaña de Byun Jong-goo |                    | [ 4 ]  |
| 2018 | Land of Happiness                       | Jin Sun                                   |                    | [ 11 ] |
| 2018 | Feng Shui                               | Madre                                     |                    | [ 12 ] |
| 2019 | Spring, Again                           | Reportera Kim                             |                    | [ 12 ] |
| 2019 | By Quantum Physics: A Nightlife Venture | Inversionista                             | Cameo              | [ 4 ]  |
| 2019 | The Snob                                | Kim Bo-ryeong                             |                    | [ 11 ] |
| 2020 | Collectors                              | Agente del estado real                    | Cameo              | [ 13 ] |
| 2021 | Recalled                                | Doctora                                   | Cameo              | [ 11 ] |
| 2022 | Kingmaker                               | Profesora Kang                            | Aparición especial |        |
| 2023 | Identidad desbloqueada                  | Eun-mi                                    |                    |        |
| TBA  | Taste of Horror – Rehabilitation        |                                           | Cortometraje       | [ 14 ] |

### Series de televisión
| Año  | Título                           | Rol                                   | Canal     | Notas                     | Ref.          |
| ---- | -------------------------------- | ------------------------------------- | --------- | ------------------------- | ------------- |
| 2017 | Andante                          | Young Sook                            | KBS1      |                           | [ 12 ]        |
| 2018 | Queen of Mystery 2               | Madre de Won-jae                      | KBS2      | Cameo                     | [ 12 ]        |
| 2018 | Mr. Sunshine                     | Sun Heon                              | tvN       | Cameo                     | [ 12 ]        |
| 2018 | The Ghost Detective              | Madre de Kil Chae-won                 | KBS2      |                           | [ 15 ]        |
| 2018 | Sky Castle                       | Hermana mayor de Noh Seung-hye        | JTBC      | Cameo                     | [ 16 ]        |
| 2019 | Babel                            | Kim Myung-shin                        | TV Chosun | Cameo                     | [ 17 ]        |
| 2019 | Welcome to Waikiki 2             | Profesora que le habla a Han Soo-yeon | JTBC      | Cameo (episodio 9)        | [ 12 ]        |
| 2019 | Voice                            | Madre de Kwon Se-young                | OCN       | Cameo (ep. 1-2)           | [ 12 ]        |
| 2019 | Doctor John                      | Park Hyun-sook                        | SBS       | Cameo (episodios 15 y 23) | [ 12 ]        |
| 2019 | Woman with a Bleeding Ear        | Im Sung-hee                           | tvN       | Drama Stage, un episodio  | [ 18 ]        |
| 2020 | When My Love Blooms              | Sung Hwa-jin                          | tvN       |                           | [ 19 ]        |
| 2020 | Kingmaker: The Change of Destiny | Joo Mo                                | TV Chosun |                           | [ 20 ]        |
| 2021 | Artificial City                  | Ko Sun-mi                             | JTBC      |                           | [ 21 ] [ 22 ] |
| 2022 | Joseon Psychiatrist Yoo Se-poong | Suegra de Seo Eun-woo                 | tvN       | Cameo (ep. 1-3)           | [ 23 ]        |
| 2022 | Detrás de cada estrella          | Ella misma                            | tvN       | Aparición especial        | [ 24 ]        |
| 2023 | Twinkling Watermelon             | Im Ji-mi                              | tvN       |                           | [ 25 ] [ 26 ] |
| 2024 | La reina de las lágrimas         | Grace Ko / Ko Jung-ja                 | tvN       |                           | [ 27 ]        |

### Series web
| Año  | Título                               | Medio de difusión | Rol                            | Notas              | Ref.          |
| ---- | ------------------------------------ | ----------------- | ------------------------------ | ------------------ | ------------- |
| 2020 | Los archivos de la enfermera escolar | Netflix           | Doctora                        | Cameo (Episodio 6) | [ 5 ]         |
| 2021 | El juego del calamar                 | Netflix           | Han Mi-nyeo (Jugadora No. 212) |                    | [ 28 ] [ 29 ] |
| 2022 | La venganza de los otros             | Disney+           | Jin So-jeong                   |                    | [ 30 ]        |
| 2022 | La gran apuesta                      | Disney+           | Jin                            |                    | [ 31 ] [ 32 ] |

### Eventos
| Año  | Título                  | Notas |
| ---- | ----------------------- | ----- |
| 2021 | 2021 Asia Artist Awards |       |

## Premios y nominaciones
| Año  | Premios                        | Categoría                                                     | Trabajo              | Resultado | Ref.   |
| ---- | ------------------------------ | ------------------------------------------------------------- | -------------------- | --------- | ------ |
| 2021 | 2021 Asia Artist Award         | Mejor actriz                                                  |                      | Ganadora  | [ 33 ] |
| 2022 | 58th Baeksang Arts Award       | Mejor actriz de reparto - televisión                          | El juego del calamar | Nominada  | [ 34 ] |
| 2022 | Blue Dragon Series Awards      | Mejor actriz de reparto                                       | El juego del calamar | Nominada  | [ 35 ] |
| 2022 | 28th Screen Actors Guild Award | Actuación sobresaliente de un conjunto en una serie dramática | El juego del calamar | Nominados | [ 36 ] |